# Schildia gracillimus
Schildia gracillimus là một loài ruồi trong họ Asilidae. Schildia gracillimus được Walker miêu tả năm 1855.